# American Kennel Club
Der American Kennel Club (AKC) ist der größte Dachverband der Rassehundezüchter in den USA. Zusammen mit der Fédération Cynologique Internationale (FCI) und dem britischen Kennel Club (KC) bildet er einen der drei großen Dachverbände in der heutigen Rassehundezucht. Er arbeitet außerdem eng mit dem Canadian Kennel Club (CKC) zusammen.

## Geschichte und Organisation
Der Verein wurde am 22. Oktober 1884 in Philadelphia gegründet und lehnte sich in Organisation und Aktivitäten an das Vorbild des britischen Kennel Club an.
Als Mitglieder des AKC werden nicht Personen, sondern Rasse- und andere Hundeclubs geführt, deren Mitglieder durch die Mitgliedschaft ihres Clubs im AKC als Mitglieder des AKC gelten.

## Rassegruppen
Zwischen AKC, FCI und KC bestehen gewisse Unterschiede sowohl in der Anzahl der anerkannten Rassen als auch in deren Einteilung. Wie der britische Kennel Club teilt auch der AKC die Hunderassen in sieben Gruppen ein (FCI: 10 Gruppen), wobei seine Einteilung aber vom britischen System abweicht.
In der Sporting Group (Kategorie:Sporting Group (AKC)) werden Rassen geführt, die den Jäger beim Auffinden des Wilds unterstützen (Vorstehhunde, Stöberhunde, Spaniels) und/oder die geschossene Beute apportieren (Retriever).
In der Hound Group (Kategorie:Hound Group (AKC)) werden Jagdhunde geführt, die Wild selbständig verfolgen und stellen können. Dabei wird unterschieden zwischen Scenthounds, die mit dem Geruchssinn jagen (Laufhunde, Schweißhunde, Bracken), und Sighthounds, die ihre Beute auf Sicht verfolgen (Windhunde, Podencos).
In der Working Group (Kategorie:Working Group (AKC)) werden Hunde geführt, die als Wachhunde, Zughunde, Herdenschutzhunde und für ähnliche Aufgaben gezüchtet wurden.
In der Terrier Group (Kategorie:Terrier Group (AKC)) werden Hunde geführt, die ursprünglich zur Baujagd und zur Bekämpfung von Mäusen, Ratten und ähnlichen Tieren gezüchtet wurden.
In der Toy Group (Kategorie:Toy Group (AKC)) werden kleine Hunderassen geführt, die von Anfang an nicht für bestimmte Arbeiten, sondern als Schoßhunde gezüchtet wurden.
In der Non-Sporting Group (Kategorie:Non-Sporting Group (AKC)) werden Hunderassen mit sehr verschiedenen Verwendungen geführt, die weder als Jagdhunde noch als Wach- oder Hütehunde gezüchtet wurden.
In der Herding Group (Kategorie:Herding Group (AKC)) werden Schäfer- und Hirtenhunde geführt, die ursprünglich als Hütehunde und Treibhunde gezüchtet wurden.
Neben diesen sieben Gruppen existiert auch der Foundation Stock Service (Kategorie:Foundation Stock Service (AKC)) für Hunderassen, für die der AKC im Hinblick auf eine eventuelle Anerkennung ein Zuchtbuch führt. Die Miscellaneous Class (Kategorie:Miscellaneous Class (AKC)) ist ein Teil des Foundation Stock Service. Hier werden Hunderassen eingeordnet, die zwar noch nicht uneingeschränkt vom AKC anerkannt sind, aber bereits ausgestellt werden dürfen. Sobald diese Rassen eine genügend hohe nationale Verbreitung, einen national aktiven Rasseclub und eine gewisse Mindestzahl an Würfen vorweisen können, kann der AKC sie als vollwertig anerkennen und einer der obigen Gruppen zuordnen.
Siehe auch: Kategorie AKC-Hunderasse.

## Aktivitäten

### Veranstaltungen
Unter der Aufsicht des AKC werden Hundeausstellungen, Coursings, Jagdhundwettkämpfe (Field Trials), Obedienceprüfungen, Agilitywettbewerbe und andere Veranstaltungen mit Hundebezug organisiert. Im Rahmen dieser Veranstaltungen werden nach vom AKC festgelegten Kriterien Titel (z. B. Champion) vergeben.
Die prestigeträchtigste Ausstellung unter AKC-Regeln ist die seit 1877 in New York City stattfindende Westminster Kennel Club Dog Show, die jeweils im Februar im Madison Square Garden abgehalten wird.

### Zuchtbuch
Der AKC führt das Stud Book, ein Verzeichnis aller von seinen Mitgliedern gezüchteten oder importierten reinrassigen Hunde. Für die Registrierung erhebt er eine Gebühr. Die AKC-Registrierung wird von FCI und KC anerkannt, sofern diese Clubs die entsprechende Rasse anerkennen; dasselbe gilt auch umgekehrt.

### Zuchthygiene
Der AKC betreibt eine Stiftung, welche Forschungsprojekte zu Krankheiten der Rassehunde unterstützt (AKC Canine Health Foundation). Er schreibt für die Zucht allerdings keine Gesundheitsprüfungen verbindlich vor.

### Politische Aktivitäten
Politisch setzt sich der AKC insbesondere für die Rechte von Hundehaltern und -züchtern ein, bekämpft also im Allgemeinen Gesetze, die sich gegen bestimmte Zuchtformen und/oder gewisse Rassen richten.